# Neopotamia angulata
Neopotamia angulata är en fjärilsart som beskrevs av Kawabe 1995. Neopotamia angulata ingår i släktet Neopotamia och familjen vecklare. Inga underarter finns listade i Catalogue of Life.